# Paden City
Paden City – miasto w Stanach Zjednoczonych, w stanie Wirginia Zachodnia, w hrabstwie Tyler.